# 14. Königlich Bayerische Reserve-Infanterie-Brigade
Die 14. Reserve-Infanterie-Brigade war ein Großverband der Bayerischen Armee.

## Geschichte
Die Brigade wurde Anfang September 1914 aufgestellt. Sie war der am 30. Oktober 1914 errichteten 6. Reserve-Division unterstellt. Die Brigade wurde am 23. Januar 1917 aufgelöst.

## Gliederung vom 30. Oktober 1914
- Reserve-Infanterie-Regiment 20
- Reserve-Infanterie-Regiment 21

## Kommandeure
| Dienstgrad         | Name             | Datum                               |
| ------------------ | ---------------- | ----------------------------------- |
| Generalmajor z. D. | Theodor Scheler  | 05. September 1914 bis 6. März 1915 |
| Generalmajor       | Emil Schoch      | 06. bis 26. März 1915               |
| Generalmajor       | Christian Danner | 26. März 1915 bis 23. Januar 1917   |